# Antônio Bayma
Antônio Alexandre Bayma (Codó, 17 de abril de 1902 — São Luís, 4 de setembro de 1959) foi um engenheiro, professor e político brasileiro.
É filho de Manuel Ferreira Bayma e Maria Gertrudes Brandão Bayma.

## Histórico
O engenheiro Bayma, dentre vários cargos públicos que ocupou no estado do Maranhão, foi diretor da Estrada de Ferro São Luís (Teresina), e também professor de Matemática do Liceu Maranhense, em São Luís.

## Carreira política
Durante sua vida política, foi prefeito do município maranhense de Codó, entre 1933 e 1935, e mais tarde, senador pelo estado do Maranhão. Também foi prefeito de São Luis.